# Juan de Lencastre
Juan de Lencastre (¿?, 1501 — ¿?, 22 de agosto de 1571) fue un noble portugués primer duque de Aveiro, título creado en su favor por Juan III el Piadoso en 1535. Hijo de Jorge de Lencastre, duque de Coímbra e hijo bastardo y legitimado de Juan II de Portugal. 

## Origen
Presentado en la corte por su padre con 12 años, entró al servicio del infante Juan, futuro Juan III, y recibió de Manuel I de Portugal el título de marqués de Torres Novas por carta pasada en Évora, el 27 de marzo de 1520. 
Poco tiempo después, estando ajustado el matrimonio del infante Fernando con Guiomar Coutinho, heredera de los condados de Marialva y Loulé, pretendió el marqués de Torres Novas oponerse a ese enlace, alegando que hacia mucho que había casado clandestinamente con esa señora. La cuestión fue debatida por canonistas y teólogos, y el marqués fue preso en el Castillo de San Jorge de Lisboa por nueve años, hasta que el rey encargó nuevamente a teólogos y canonistas que la resolvieran. Persistiendo la condesa contra el marqués, la causa fue decidida contra este en 1529, celebrándose el matrimonio en 1530. Camilo Castelo Branco escribió sobre el asunto su drama O marquês de Torres Novas
Juan se retiró para Setúbal, y solo volvió a la corte cuando Juan III lo agració con el título de duque de Aveiro en enero de 1547. Parece que no se puede fijar la data de la merced, tal vez anterior a 1535, año en que el duque acompañó a Barcelona al infante Luis, Cuando salió del reino para tomar parte en la expedición de Túnez. En 1537 fue mandado a Madrid a presentar a Carlos V los pésames por la muerte de su esposa, la infanta Isabel de Portugal, hija de Manuel I. 
Juan pretendió casar con una hija del duque Jaime I de Braganza, mas desistió por la oposición de Juan III. El rey, en 1547 le propuso otro matrimonio, realizado en Almeirim en 1547 cuando se unió a Juliana de Lara y Meneses, hija de Pedro de Meneses, 3º marqués de Vila Real y de Beatriz de Lara, su prima. Es posible también que le fuese concedido el título de duque de Aveiro. 
En 1552 recibió el honroso cargo de ir a recibir en la frontera Juana de Austria, hija de Carlos V, novia del infante Juan, heredero del trono, unión de la que nació el futuro Sebastián I, que sucedió a su abuelo, Juan III. Se presentó con extraordinario lujo y grandeza en la ceremonia. 
Mandó construir el convento de Arrábida, que dio el nombre a esta provincia religiosa, fundada por fray Martín de Santa María. También fundó el convento que esta provincia tuvo en el lugar de Liteiros, próximo de Torres Novas, aportando importantes sumas para concluir el Convento de Santo Domingo de Coímbra.

## Descendencia
Tuvo un hijo ilegítimo, homónimo suyo:
- Juan de Lencastre, que tomó el hábito de la orden dominicana y murió en Castilla.

Casó en 1547 con Juliana de Lara, naciendo dos hijos:
- Jorge de Lencastre (1558 - 4 de agosto de 1578 en Alcázarquivir), 2º duque de Aveiro, antes de la muerte de su padre usaba el título de marqués de Torres Novas. En esa calidad asistió a las cortes de 1562 y de 1568. Acompañó a Sebastián I a África en 1574, después de la entrevista con Felipe II de España en Guadalupe, y también con el rey embarcó de nuevo para África en la expedición de 1578. En la batalla de Alcázarquivir comandó un cuerpo de caballería organizado a su costa, compuesto de gente suya; y tomando parte en la carga dada por el propio rey para liberarse de la artillería que los enemigos tenían, cayó muerto, como muchos hidalgos. Era casado con Magdalena de Girón, hija del cuarto conde de Ureña y hermana del primer duque de Osuna.
- Pedro Dionisio de Lencastre, señor de la capitanía de Porto Seguro, mayordomo mayor de Sebastián. Murió a los 26 años, casado con Felipa da Silva. Su hija Juliana moriría un poco antes que él.

- Datos: Q6265793